# شهرستان دولژانسکی
شهرستان دولژانسکی (به لاتین: Dolzhansky District) یک شهرستان در روسیه است که در استان اریول واقع شده‌است.